# Janny Brandes-Brilleslijper
Pour les articles homonymes, voir Brandes.
 (août 2022).
La mise en forme du texte ne suit pas les recommandations de Wikipédia : il faut le « wikifier ».
Les points d'amélioration suivants sont les cas les plus fréquents. Le détail des points à revoir est peut-être précisé sur la page de discussion.
- Les titres sont pré-formatés par le logiciel. Ils ne sont ni en capitales, ni en gras.
- Le texte ne doit pas être écrit en capitales (les noms de famille non plus), ni en gras, ni en italique, ni en « petit »…
- Le gras n'est utilisé que pour surligner le titre de l'article dans l'introduction, une seule fois.
- L'italique est rarement utilisé : mots en langue étrangère, titres d'œuvres, noms de bateaux, etc.
- Les citations ne sont pas en italique mais en corps de texte normal. Elles sont entourées par des guillemets français : « et ».
- Les listes à puces sont à éviter, des paragraphes rédigés étant largement préférés. Les tableaux sont à réserver à la présentation de données structurées (résultats, etc.).
- Les appels de note de bas de page (petits chiffres en exposant, introduits par l'outil «  Source ») sont à placer entre la fin de phrase et le point final[comme ça].
- Les liens internes (vers d'autres articles de Wikipédia) sont à choisir avec parcimonie. Créez des liens vers des articles approfondissant le sujet. Les termes génériques sans rapport avec le sujet sont à éviter, ainsi que les répétitions de liens vers un même terme.
- Les liens externes sont à placer uniquement dans une section « Liens externes », à la fin de l'article. Ces liens sont à choisir avec parcimonie suivant les règles définies. Si un lien sert de source à l'article, son insertion dans le texte est à faire par les notes de bas de page.
- La présentation des références doit suivre les conventions bibliographiques. Il est recommandé d'utiliser les modèles {{Ouvrage}}, {{Chapitre}}, {{Article}}, {{Lien web}} et/ou {{Bibliographie}}. Le mode d'édition visuel peut mettre en forme automatiquement les références.
- Insérer une infobox (cadre d'informations à droite) n'est pas obligatoire pour parachever la mise en page.

Pour une aide détaillée, merci de consulter Aide:Wikification.
Si vous pensez que ces points ont été résolus, vous pouvez retirer ce bandeau et améliorer la mise en forme d'un autre article.
Marianne « Janny » (ou « Jannie ») Brandes-Brilleslijper, née le 24 octobre 1916 à Amsterdam et morte le 15 août 2003 dans la même ville, est une survivante néerlandaise de la Shoah et l'une des dernières personnes à avoir vu Anne Frank. Elle est la sœur de la chanteuse Lin Jaldati, née Rebekka Brilleslijper (1912-1988),,. Brandes-Brilleslijper et Jaldati (surnommé « Lientje ») ont toutes les deux été dans les camps de concentration nazis de Westerbork, Auschwitz et Bergen-Belsen avec Anne et sa sœur aînée, Margot Frank.

## Vie
Née Marianne Brilleslijper, à Amsterdam le 24 octobre 1916,,, elle est la deuxième de trois enfants, de Fijtje (née Gerritse) et Joseph Brilleslijper,. En 1939, elle épouse Cornelis Teunis « Bob » Brandes (1912 - 1998),. Ils ont deux enfants : Robert et Liselotte Dolores. 
Après l'invasion des Pays-Bas par les nazis, Janny et Bob, ainsi que Lientje, commencent à travailler dans la Résistance. Janny a gardé des Juifs cachés chez elle et elle ne s'est jamais officiellement enregistrée en tant que juive.
Les Nazis veulent arrêter Janny et sa famille en raison de son implication dans la résistance. Pendant que son mari et ses enfants s'échappent, Janny et sa soeur Lientje sont arrêtées  à l'été 1944, et sont transportées au camp de transit de Westerbork. À Westerbork, elles sont répertoriées comme « criminelles » et doivent travailler dans les baraquements de travail. C'est dans ces bâtiments que Janny et Lientje rencontrent Anne et Margot Frank et se lient d'amitié avec elles.
De Westerbork, Janny, Lientje et les Frank sont transportées à Auschwitz. Janny et Lientje sont ensuite envoyées au camp de concentration de Bergen-Belsen où Anne et Margot sont également transportées en octobre 1944. Janny, nommée infirmière dans le camp, s'occupe des prisonniers malades,. En mars 1945, Anne et Margot meurent à quelques jours d'intervalle. Janny et Lientje les enterrent dans les fosses communes du camp[réf. souhaitée].
Marianne Brandes-Brilleslijper survit aux camps et après la guerre, retrouve son mari et ses enfants. Par l'intermédiaire de la Croix-Rouge, elle contacte Otto Frank et l'informe de la mort de ses filles, Anne et Margot. Elle retourne à Amsterdam, sa ville de naissance.
Brandes-Brilleslijper raconte l'histoire sur les derniers jours d'Anne et Margot pour la première fois dans le film documentaire primé aux Emmy Awards internationaux Les sept derniers mois d'Anne Frank (1988), réalisé par le cinéaste néerlandais Willy Lindwer.
Brandes-Brilleslijper meurt d'une insuffisance cardiaque à Amsterdam le 15 août 2003 à l'âge de 86 ans,. Elle est enterrée au cimetière de Zorgvlied.